# William Forster Lloyd
William Forster Lloyd (1794 - 2 juni 1852) was een Britse schrijver in de economie. Vandaag de dag is hij vooral bekend voor zijn lezingen uit 1833 over 'bevolkingscontrole' die de inspiratie waren voor latere werken in het gebied van 'moderne economische theorie'.

## Persoonlijk leven
William Forster Lloyd werd geboren in Bradenham, Buckinghamshire (1794) als vierde zoon van Thomas Lloyd, rector van Aston-sub-Edge, en zijn vrouw, Elizabeth Ryder. Charles Lloyd was zijn oudere broer. Hij werd opgeleid aan de Westminster School en Christ Church, Oxford waar hij een BA diploma behaalde in 1815 en een MA diploma in 1818. In 1823 werd hij Grieks Lezer. In zijn latere loopbaan was hij wiskundedocent en Drummond hoogleraar politieke economie (1832-1837) aan de Christ Church in Oxford als opvolger van Nassau Senior. In 1834 werd hij verkozen tot Fellow van de Royal Society. William stierf in 1852 in Prestwood, Missenden, Buckinghamshire.

## Invloedrijke lezingen
Lloyd publiceerde verschillende lezingen doorheen zijn carrière. In zijn lezing: Two Lectures on the Checks to Population (1833) introduceerde hij het concept van 'overmatig gebruik van een common' door haar gebruikers (d.w.z. degenen met gebruiksrechten en toegang ertoe). Dit concept werd later door de econoom H. Scott Gordon verder ontwikkeld en nog later door de ecoloog Garrett Hardin gedoopt tot de "tragedie van de meent" of "The Tragedy of the Commons". Hardin's gebruik van Lloyd's voorbeeld werd echter vaak verkeerd geïnterpreteerd. Daarom zou Hardin later toegeven dat "de tragedie van de onbeheerde meent" een betere naam zou zijn geweest.

Een kenmerkende passage uit dit werk van Lloyd is:
"If a person puts more cattle into his own field, the amount of the subsistence which they consume is all deducted from that which was at the command, of his original stock; and if, before, there was no more than a sufficiency of pasture, he reaps no benefit from the additional cattle, what is gained in one way being lost in another. But if he puts more cattle on a common, the food which they consume forms a deduction which is shared between all the cattle, as well that of others as his own, in proportion to their number, and only a small part of it is taken from his own cattle. In an inclosed pasture, there is a point of saturation, if I may so call it, (by which, I mean a barrier depending on considerations of interest,) beyond which no prudent man will add to his stock. In a common, also, there is in like manner a point of saturation. But the position of the point in the two cases is obviously different. Were a number of adjoining pastures, already fully stocked, to be at once thrown open, and converted into one vast common, the position of the point of saturation would immediately be changed". 
Verder introduceerde Lloyd in zijn Lectures on Population, Value, Poor Laws and Rent (1837) een beknopte doch volledige uiteenzetting van het concept van het afnemend marginaal nut. Hij verbond hierbij vraag met waarde, maar gaf hiervoor geen afleiding of uitwerking. Toch wordt hij voor deze bijdrage in de rangen van de Oxford-Dublin school van 'proto-marginalisten' geplaatst.

## Belangrijke werken van William F. Lloyd
- Lecture on the Notion of Value, as distinguished not only from utility, but also from value in exchange, 1833
- Two Lectures on the Checks to Population, 1833.
- Four Lectures on Poor-Laws, 1835
- Two Lectures on the Justice of the Poor-Laws and One Lecture on Rent, 1837.
- Lectures on Population, Value, Poor Laws and Rent, 1837.

- CiNii: DA0783438X
- International Standard Name Identifier: 0000 0000 9722 4190
- Library of Congress Control Number: n87860881
- Nationale bibliotheek van Australië: 49788645
- Nationale Bibliotheek van Israël: 987007438979305171
- Nederlandse Thesaurus van Auteursnamen: 172326842
- SNAC: w6wm2b3b
- Trove: 1528823
- Virtual International Authority File: 67992840
- WorldCat: E39PBJkT8cTycTcWGFJCHGbcfq